# كأس هونغ كونغ 2013–14
كأس هونغ كونغ 2013–14 (بالصينية: 2013–14年香港足總盃) هو موسم من كأس هونغ كونغ. كان عدد الأندية المشاركة فيه 49، وفاز فيه نادي إيسترن سبورتس.